# Tabea Kemme
Tabea Kemme est une ancienne footballeuse allemande, née le 14 décembre 1991 à Stade. Elle a évolué au poste de milieu de terrain au Turbine Potsdam puis à Arsenal WFC, ainsi qu'en équipe d'Allemagne jusqu'en 2020.

## Biographie

### En club
En 2006, elle intègre le centre de formation de Turbine Potsdam, puis intègre l'effectif professionnel en 2008. Elle dispute 145 rencontres en 10 saisons pour le club de Potsdam, pour un total de 24 buts. Elle s'y construit un riche palmarès, avec notamment une Ligue des champions féminine en 2010 (finaliste en 2011) et 4 Bundesliga (de 2008/09 à 2011/12). Elle est également finaliste à 3 reprises de la coupe d'Allemagne.

En juillet 2018, après plus d'une décennie passée à Turbine Potsdam, elle rejoint Arsenal WFC en Women's Super League, avec qui elle sera sacrée championne d'Angleterre. Le 14 janvier 2020, handicapée par de nombreuses blessures, elle annonce prendre sa retraite de footballeuse professionnelle, à l'âge de 28 ans seulement.

### En équipe nationale
Avec les moins de 17 ans, Tabea Kemme participe à la Coupe du monde des moins de 17 ans 2008 organisée en Nouvelle-Zélande. Elle joue six matchs lors de cette compétition. L'Allemagne se classe troisième du tournoi en battant l'Angleterre lors de la petite finale.
Tabea Kemme participe ensuite avec les moins de 20 ans à la Coupe du monde des moins de 20 ans 2010 organisée dans son pays natal. Elle joue quatre matchs lors de ce tournoi. L'Allemagne remporte la compétition en battant le Nigeria en finale.
Tabea Kemme est ensuite retenue par la sélectionneuse Silvia Neid afin de participer à la Coupe du monde 2015 qui se déroule au Canada. Elle joue six matchs lors du mondial. L'Allemagne se classe quatrième du tournoi en étant battue par l'Angleterre lors de la petite finale.
L'année suivante, elle figure dans la liste des 18 joueuses appelées à participer aux Jeux olympiques d'été de 2016 organisés au Brésil.

## Palmarès

### En club
- 1. FFC Turbine Potsdam
  - Ligue des champions
    - Vainqueur : 2010
    - Finaliste : 2011

  - Bundesliga
    - Vainqueur : 2009, 2010, 2011, 2012

  - Coupe d'Allemagne
    - Finaliste : 2009, 2011, 2013
- Arsenal Women
  - FA WSL 1
    - Vainqueur : 2019

### En sélection
| - Allemagne -17 ans - Coupe du monde des moins de 17 ans - Troisième : 2008 - Championnat d'Europe des moins de 17 ans - Vainqueur : 2008 |  | - Allemagne -20 ans - Coupe du monde des moins de 20 ans - Vainqueur : 2010 |  | - Allemagne - Algarve Cup - Vainqueur : 2014 - Jeux olympiques d'été - Vainqueur : 2016 |